# Omphalodes mexicana
Omphalodes mexicana är en strävbladig växtart som beskrevs av S. Wats. Omphalodes mexicana ingår i släktet lammtungor, och familjen strävbladiga växter. Inga underarter finns listade i Catalogue of Life.